# Reza Naji
Reza Nayí es un actor iraní. Es conocido por su papeles en Bacheha-Ye aseman, Las cenizas de la luz y Avaze gonjeshk-ha. En 2008 ganó el Oso de Plata en el Festival Internacional de Cine de Berlín.

## Premios
- 2008 Premio Asia Pacific Screen al Mejor Actor por Avaze gonjeshk-ha.
- 2008 Oro de Plata por Avaze gonjeshk-ha.

## Filmografía
| Año  | Título                 | Papel        | Notas           |
| ---- | ---------------------- | ------------ | --------------- |
| 1997 | Bacheha-Ye aseman      | Padre de Ali |                 |
| 1998 | Birth of a Butterfly   |              |                 |
| 2001 | Baran (Lluvia)         | Memar        |                 |
| 2002 | Parandeh baz-e kouchak |              |                 |
| 2005 | Las cenizas de la luz  | Morteza      |                 |
| 2007 | Sargije                |              |                 |
| 2008 | Avaze gonjeshk-ha      | Karim        | El Oso de Plata |
| 2010 | Harud (Otoño)          |              |                 |